# Brauerei-Museum Felsenkeller

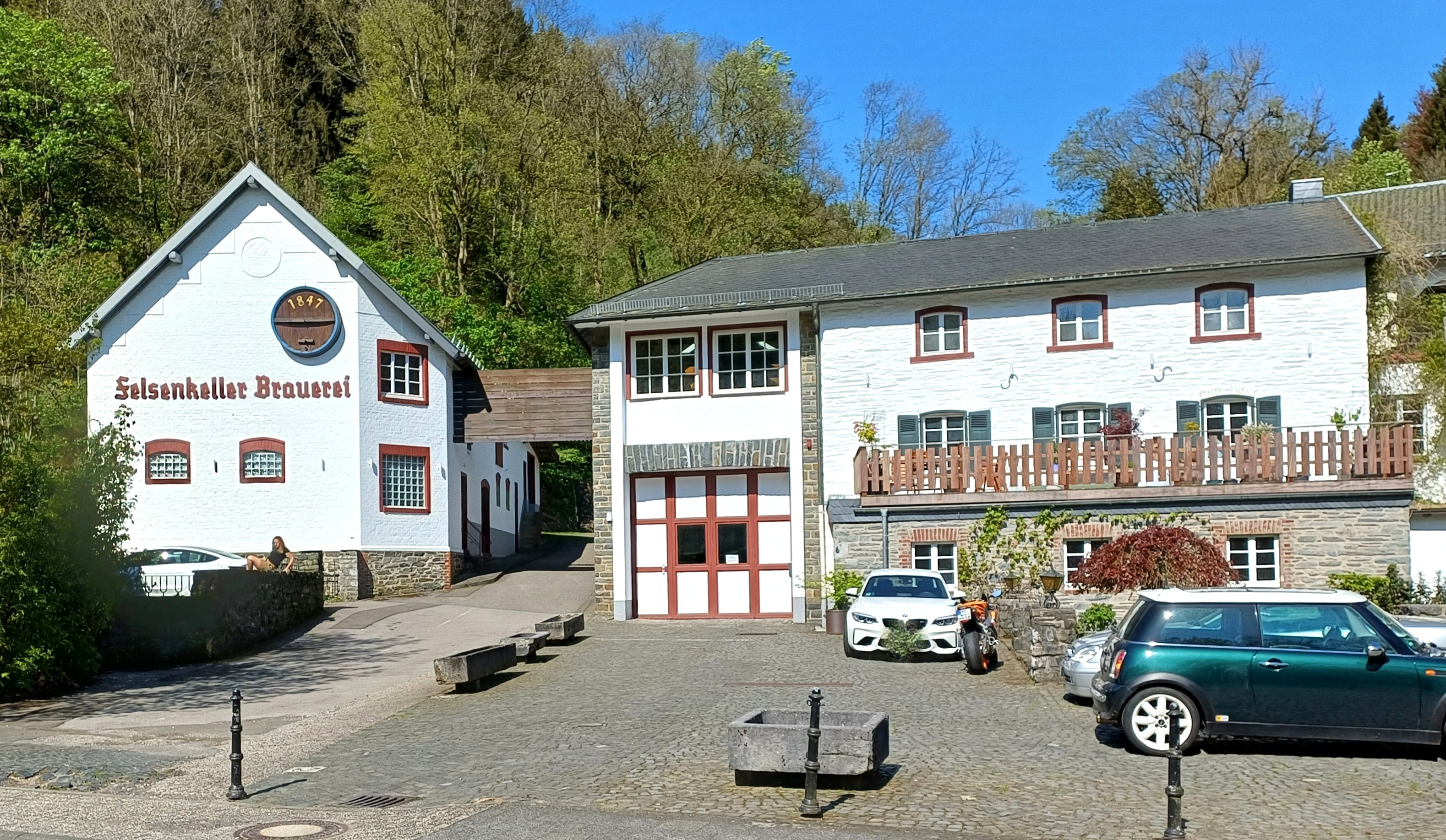
Museumskomplex

Das Brauerei-Museum Felsenkeller stand in Monschau in der Städteregion Aachen, Nordrhein-Westfalen.
Im Jahre 1847 kaufte der Bierbrauer Wilhelm Braun die „Grüneburg“ am „Röetgen“ und erweiterte die vorhandene Brauerei mit einem Gastraum und mit einer offenen Kegelbahn. Sein Sohn Albert übernahm 1897 die Brauerei. Er legte im „Kleinen Laufenbach“ neun Teiche zur Eisgewinnung an. Mit dem von dort im Winter eingefahrenen Natureis wurde in den gebauten „Patentkellern“ das dort gelagerte Bier während des ganzen Sommers gekühlt. Die dritte Generation, Clemens Braun, gab 1924 der Brauerei den Namen „Felsenkeller-Brauerei“ und statt des bisher gebrauten dunklen und unfiltrierten Bieres wurde erstmals ein Bier nach Pilsener Brauart, das „Felsquell Pils“ gebraut. 1972 übernahm sein Sohn Willem in vierter Generation die Brauerei. 1986 braute er wieder ein Bier nach Art seiner Vorfahren, das unfiltrierte, hefetrübe, dunkle und untergärige Zwickelbier als Bierspezialität. 
1994 musste der Braubetrieb vorerst aufgegeben werden. Drei Jahre später wurde die Brauerei in das erste Brauerei-Museum der Eifel mit Innen- und Außengastronomie umgewandelt. 2007 wurde das Objekt von Bernhard Theißen gekauft, der das Gebäude zum Brauhaus & Museum umgestaltet und in weiteren Bauabschnitten das Gebäude renoviert, modernisiert und neu gestaltet hat. Seit September 2012 bestand die neue Hausbrauerei, die das altbekannte Felsquell-Pils wieder aufleben lässt und auch das Zwickelbier, zeitweise in Linnich-Welz gebraut, wurde wieder in Monschau gebraut. Mit Wirkung zum 24. Februar 2019 stellten das Museum und die angeschlossene Brauerei endgültig den Betrieb ein, da sich kein Nachfolger für die Weiterführung gefunden hatte.